# تور پرنده‌گیری

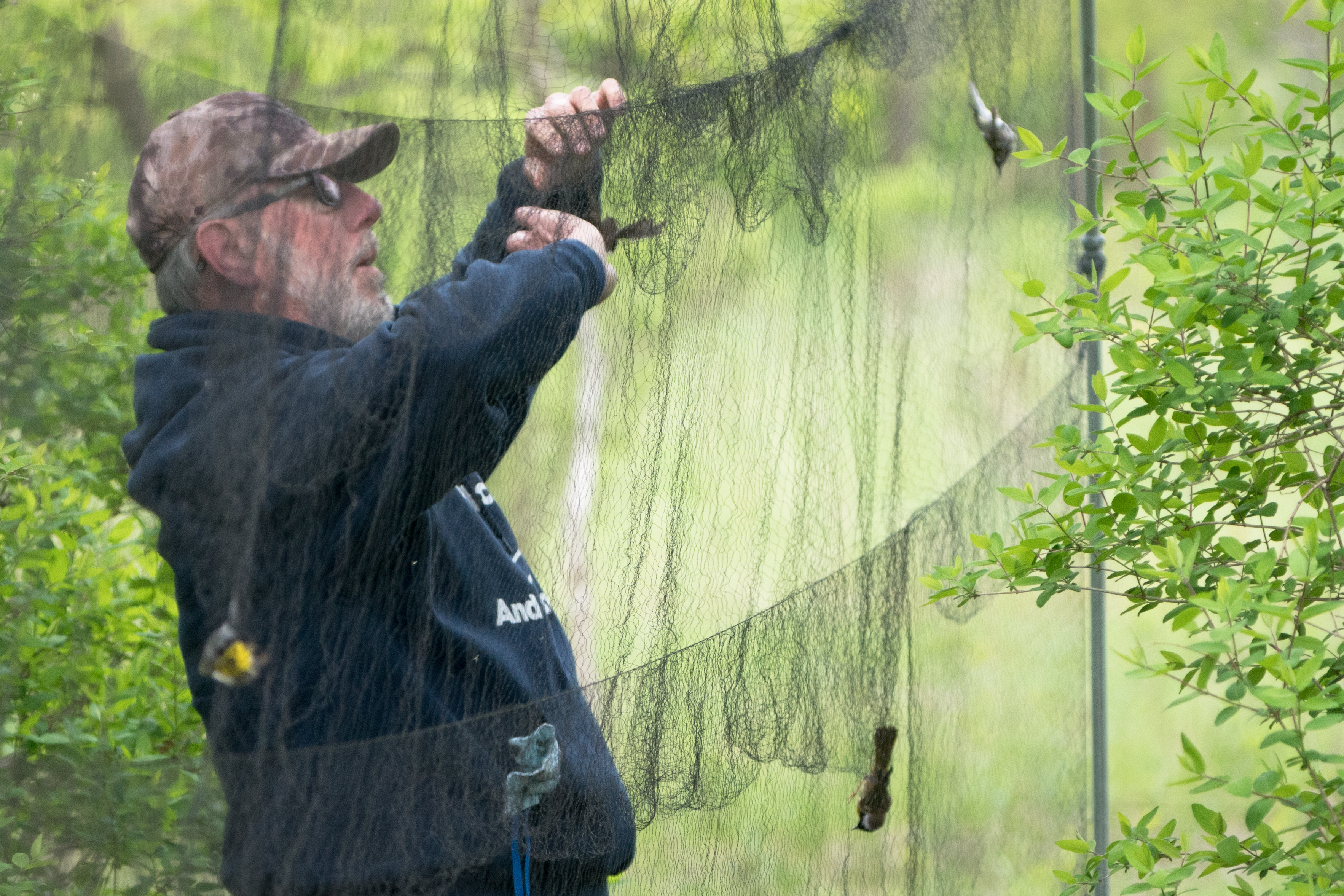
پژوهشگری پرنده را از تور پرنده‌گیری بیرون می‌آورد.

تور پرنده‌گیری (به انگلیسی: Mist net)، معمولا توسط پرنده‌شناسان و زیست‌شناسان خفاش برای گرفتن پرندگان وحشی و خفاش‌ها برای حلقه‌گذاری یا دیگر پروژه‌های پژوهشی به کار می‌رود. تور پرنده‌گیری معمولاً از مش نایلون یا پلی‌استر ساخته می‌شوند که بین دو قطب معلق هستند و شبیه تور والیبال هستند. هنگامی که تورها به درستی در زیستگاه مناسب برپا شوند، عملاً نامرئی هستند. تورهای پرنده‌گیری دارای قفسه‌هایی هستند که توسط خطوط افقی ایجاد شده‌اند و یک جیب شل و گشاد ایجاد می‌کنند. وقتی پرنده یا خفاش به تور برخورد می کند، در این جیب می‌افتد، ناخن‌های پایش به تور گیر می‌کند و در هم پیچیده می‌شود. نصب و کاربرد این نیاز به دقت و مراقبj زیاد و سرکشی زودهنگام دارد. گاهی پرندگان ناخواسته هم ممکن است در تور بیفتند یا بمیرند.

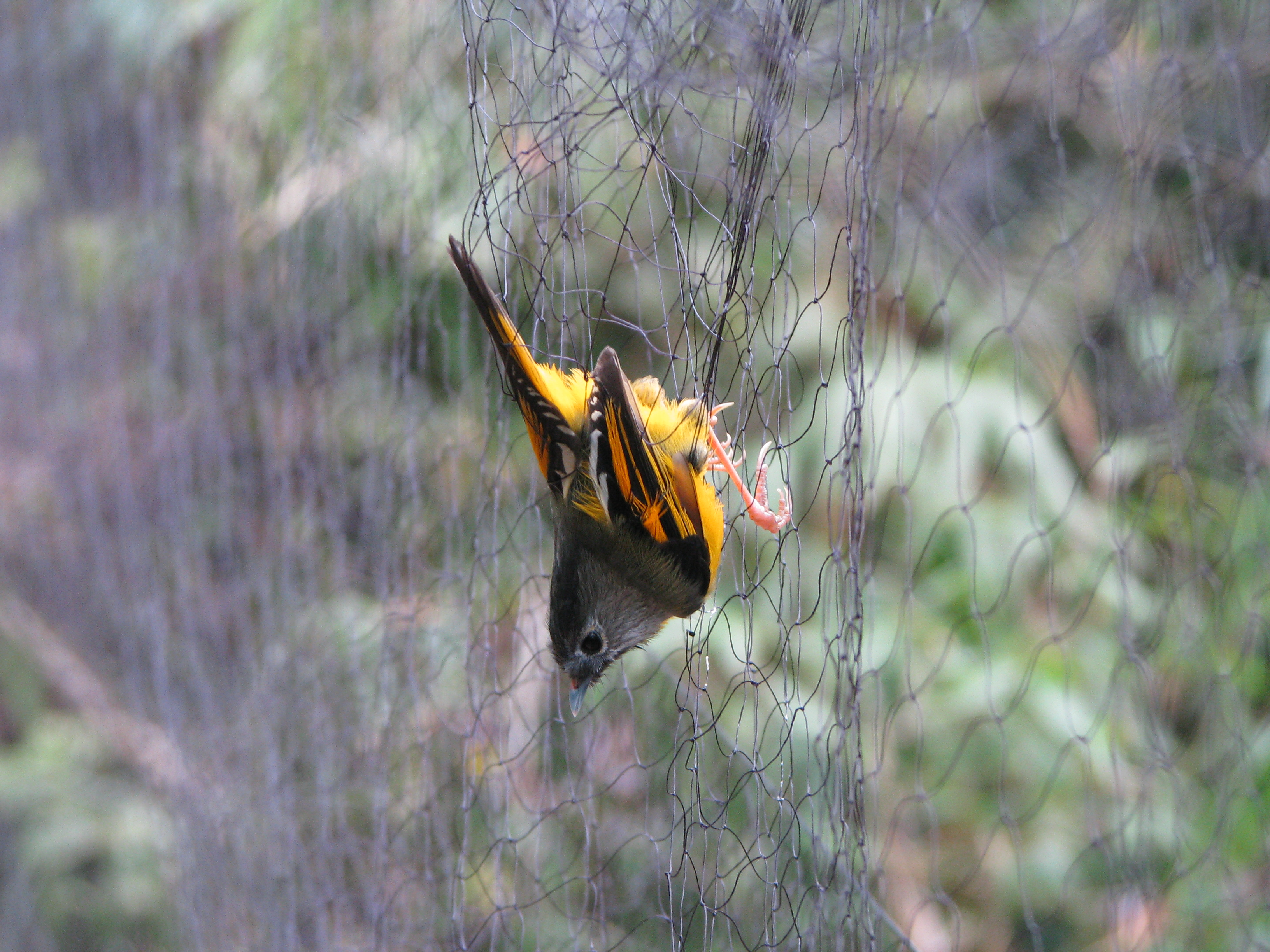
یک پرنده گنجشک‌سان کوچک که در یک تور پرنده‌گیری اسیر شده است

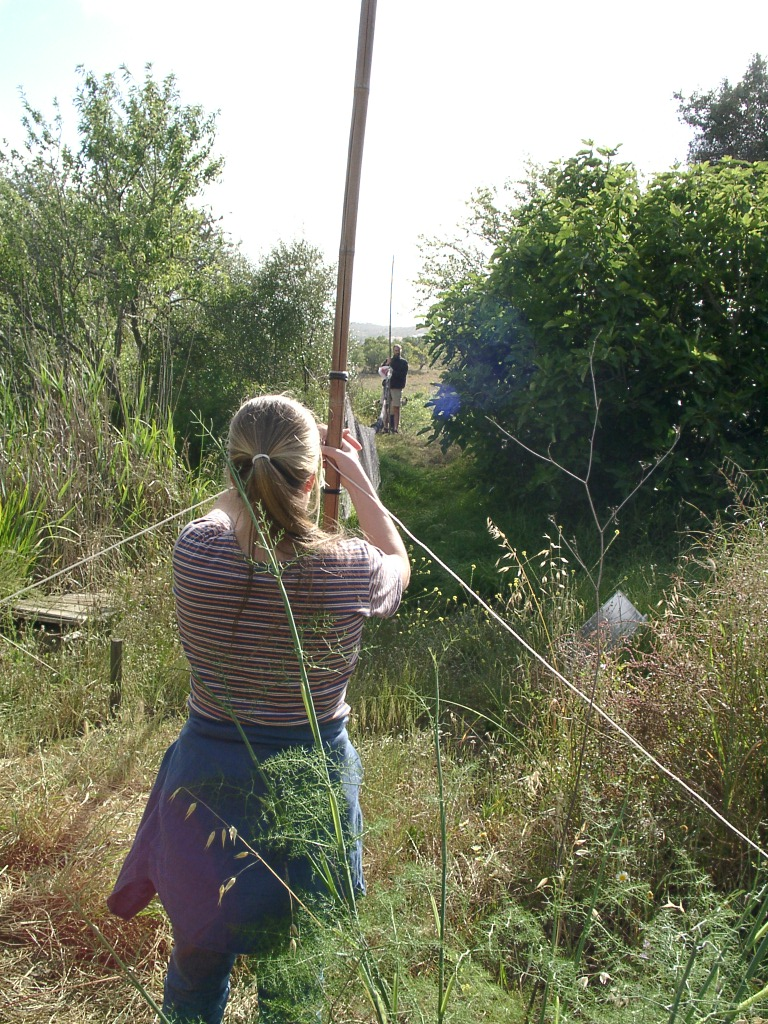
تور پرنده‌گیری در حال راه اندازی

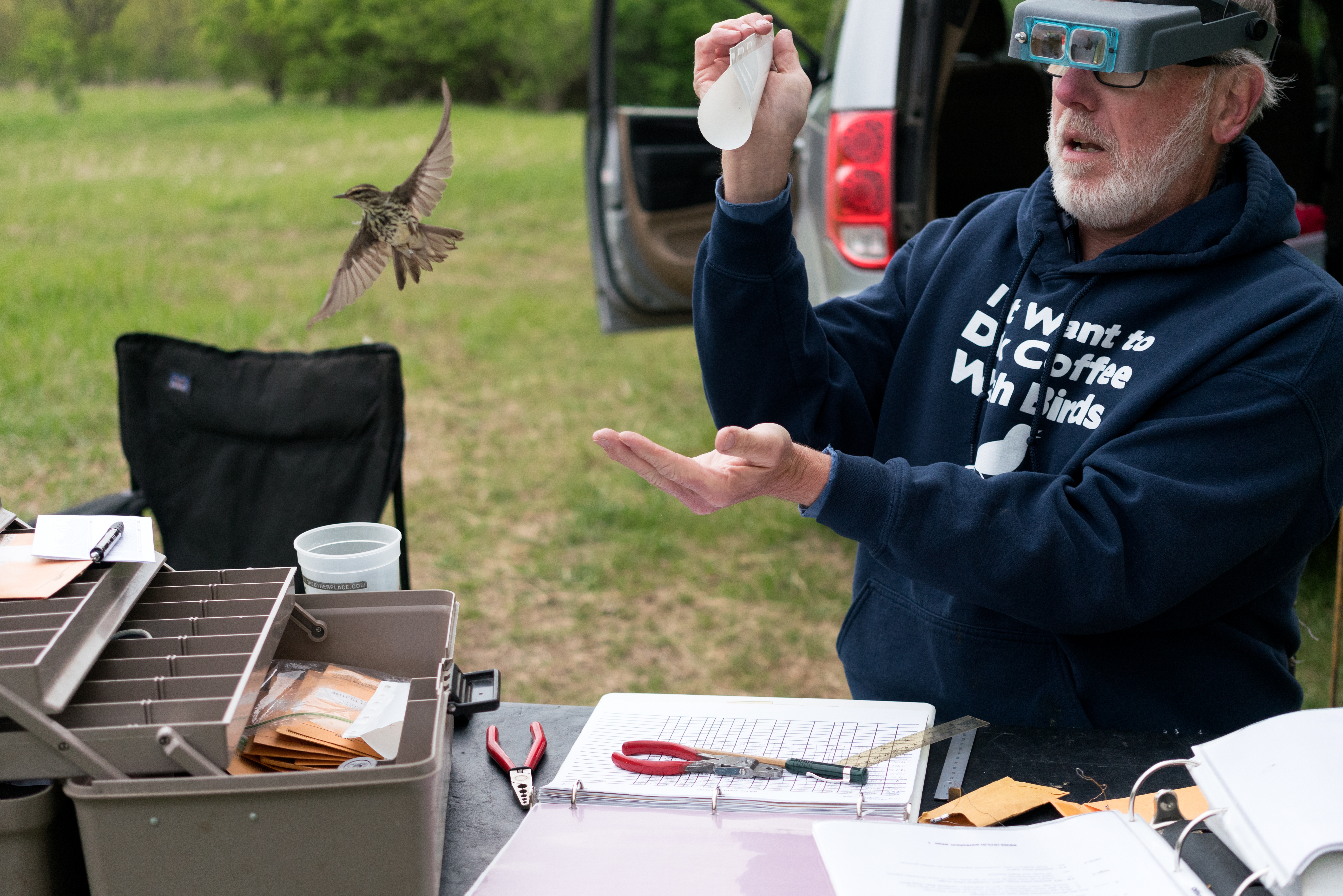
یک پژوهشگر توکای شمالی تازه حلقه‌گذاری‌شده را رها می‌کند